# Canonica d'Adda
Canonica d'Adda [kaˈnɔːnika ˈdadːa] (Calònega [kaˈlɔnɛɡa] in dialetto bergamasco; Canòniga in dialetto milanese) è un comune italiano di 4 281 abitanti della provincia di Bergamo in Lombardia.
Situato nella pianura tra l'isola bergamasca e la Gera d'Adda, alla confluenza tra i fiumi Adda e Brembo, il comune si trova a circa 17 chilometri a sud-ovest del capoluogo orobico.

## Storia

### Le origini
Le origini del paese sono molto antiche e risalgono all'epoca Romana. Qui infatti si svolse, nel 268, un'importante battaglia tra l'imperatore romano Claudio II e Manio Acilio Aureolo, pretendente al potere imperiale. Gli eventi bellici videro il primo trionfare sul secondo che, rifugiatosi a Milano, fu successivamente messo a morte.
Tuttavia il vincitore volle rendere onore all'avversario, dandogli degna sepoltura e facendo costruire un ponte sul fiume Adda che portasse il suo nome. Da allora questo territorio è chiamato Pons Aureoli (ovvero "Ponte di Aureolo"), traslato poi in Pontirolo, diventato infine Pontirolo Vecchio, in contrapposizione al nuovo borgo sorto successivamente poco distante, al quale venne dato il nome di Pontirolo Nuovo.
La zona, valorizzata dalla presenza del suddetto ponte, era attraversata da un'importante strada che collegava Milano con Bergamo, proseguendo poi verso i territori orientali fino ad Aquileia. Questa consentì al borgo di sviluppare i commerci e di diventare centro di rilievo nell'economia del periodo, almeno fino all'arrivo delle invasioni barbariche, favorite proprio dalla presenza della strada che proveniva da est.
Tra queste popolazioni vi erano anche i Longobardi, che instaurarono un dominio duraturo. Comandati da Autari, posero le basi per un loro quartier generale proprio nelle immediate vicinanze di Pons Aureoli, in una località che prese il nome di Fara Autarena (ora Fara Gera d'Adda).
La cristianizzazione dei nuovi conquistatori diede il via alla costruzione, nel borgo di Pons Aureoli, di una grande chiesa che, intitolata a san Giovanni evangelista, assunse il ruolo di Pieve e fu posta a capo di ben trentasei paesi, situati sia sulla riva destra che su quella sinistra del fiume Adda. Questa guadagnò una notevole importanza, tanto da essere posta sotto la protezione diretta della Santa Sede con un editto datato 23 giugno 1155.
Ai canonici della pieve venivano versate tasse, decime e le rendite dei territori vicini, che dipendevano da essa anche a livello giuridico. Il potere esercitato sui borghi limitrofi era quindi enorme, quasi al pari di quello vescovile. Fu in questi anni che il borgo abbandonò il nome di Pontirolo vecchio per assumere l'attuale Canonica.

### L'epoca moderna
Il tutto continuò per oltre quattro secoli fino a quando, nel 1577, San Carlo Borromeo revocò le concessioni ai canonici per via della loro vita dissoluta e lontana dai valori spirituali, trasferendo i diritti alla chiesa milanese di Santo Stefano. La pieve venne quindi demolita, in luogo alla quale venne edificato (nel XVIII secolo) un nuovo edificio di culto, tuttora utilizzato come parrocchiale.
Nel frattempo il territorio era stato prima al centro delle lotte di fazione tra guelfi e ghibellini, che portarono al paese a dotarsi di fortificazioni, tra le quali un castello che i documenti citano a partire dal 1217, poi venne interessato dalla contesa tra la Repubblica di Venezia ed il Ducato di Milano, con questi ultimi che prevalsero sui veneti.

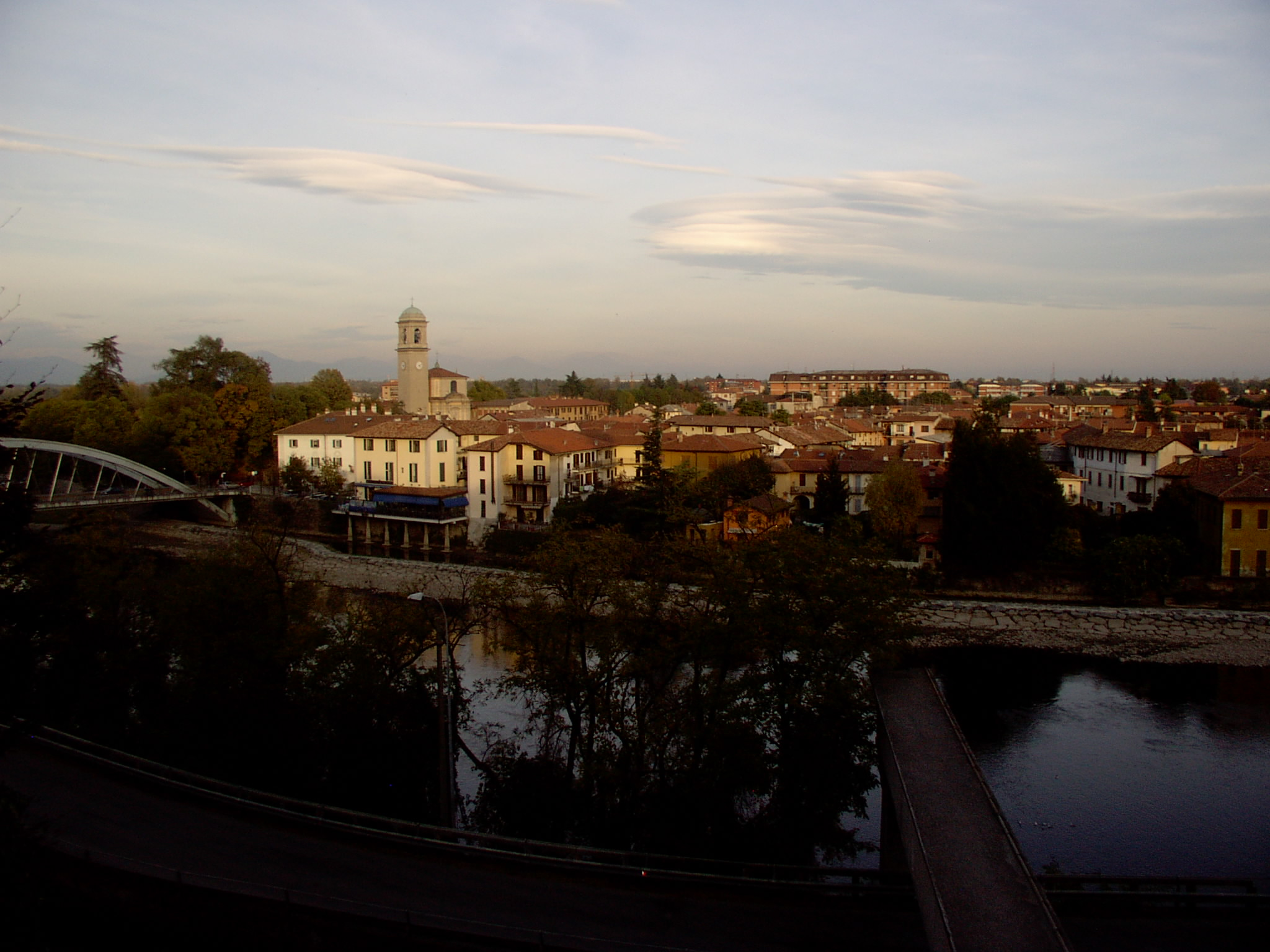
Il paese visto dal fiume

Il confine tra le due potenze politiche del tempo venne posto nelle vicinanze di Canonica, vicino a cui fu posta una dogana (anche se in territorio di Boltiere). Questa portò indubbi benefici economici al paese, che vide la nascita ed il conseguente sviluppo di attività correlate all'esistenza della dogana stessa, quali il contrabbando ed il brigantaggio.
Nei secoli successivi il paese fu inserito nel Marchesato di Caravaggio, di proprietà della famiglia milanese degli Sforza, durante la cui dominazione venne ratificata in modo definitivo la divisione territoriale tra le entità territoriali di Pontirolo Vecchio e Pontirolo Nuovo.
I successivi regimi che si susseguirono sul territorio di Canonica non fecero registrare episodi di rilievo, relegando il paese ai margini della vita politica.
Tuttavia l'economia del borgo rimase florida, sia in ambito agricolo che in quello dei trasporti. Infatti sulle rive dell'Adda si sviluppò un piccolo porto, con un traghetto adibito al trasporto di merci e persone da un lato all'altro del fiume.
Questa attività sfruttò il fatto che i ponti di collegamento tra le due sponde venivano sistematicamente distrutti: dopo il famoso Pons Aureoli di epoca romana del quale non si sono più avute notizie, ne venne edificato un altro nel XII secolo immediatamente distrutto dalle truppe imperiali del Barbarossa.
Anche quelli edificati nei secoli successivi non ebbero miglior fortuna, dato che furono travolti dalle piene periodiche del fiume.
L'ultimo in ordine cronologico fu quello, tuttora esistente, edificato nel 1957 con una struttura metallica ad arcata singola.
Un'altra attività predominante è sempre stata quella dell'agricoltura: favorita dalla presenza di canali per l'irrigazione, ebbe una notevole evoluzione nel corso dei decenni, a cui venne poi affiancato l'allevamento del baco da seta.
Questo permise poi lo sviluppo dell'industria tessile a partire dal XIX secolo, che venne affiancata dall'incremento di altre attività industriali, che tramutarono il volto del paese.
Nel 1889 cedette la frazione di Crespi al comune confinante di Capriate d'Adda.

### Simboli
Il comune ha come simboli lo stemma e il gonfalone concessi con D.P.R. 10 aprile 1954 a firma del presidente Luigi Einaudi.
Stemma
(D.P.R. 10 aprile 1954)
Il ponte rappresenta quello antico in pietra conosciuto col nome di pons Aureoli, in prossimità dell'attuale Pontirolo, in memoria di Manio Acilio Aureolo, sconfitto dall'imperatore Marco Aurelio Claudio. La mitra ricorda che il paese fu un centro di un importante capitolato di venti canonici retto da un abate mitrato che aveva giurisdizione sui terreni circostanti.
Gonfalone
(D.P.R. 10 aprile 1954)

## Monumenti e luoghi d'interesse

### Architetture religiose

#### Chiesa di San Giovanni evangelista
L'edificio principale situato sul territorio è la chiesa parrocchiale, sorta in luogo dell'antica pieve di San Giovanni Evangelista, di cui ha conservato il santo protettore. Edificata nel 1755, è affiancata anche dal piccolo oratorio di San Luigi, durante la cui ristrutturazione è emersa parte della pianta dell'antica pieve. La chiesa è sede del prezioso organo "Adeodato Bossi-Urbani" costruito nel 1869.

#### Chiesa di Sant'Anna
È inoltre presente un'altra piccola chiesa, dedicata a Sant'Anna, risalente al XIII secolo. Originariamente intitolata a Santa Maria dei Campi è ubicata in periferia, al confine con Fara Gera d'Adda, vicino al fiume. Lasciata in abbandono per molto tempo, è stata recentemente oggetto di lavori di ristrutturazione, ora in via di completamento.

### Architetture civili

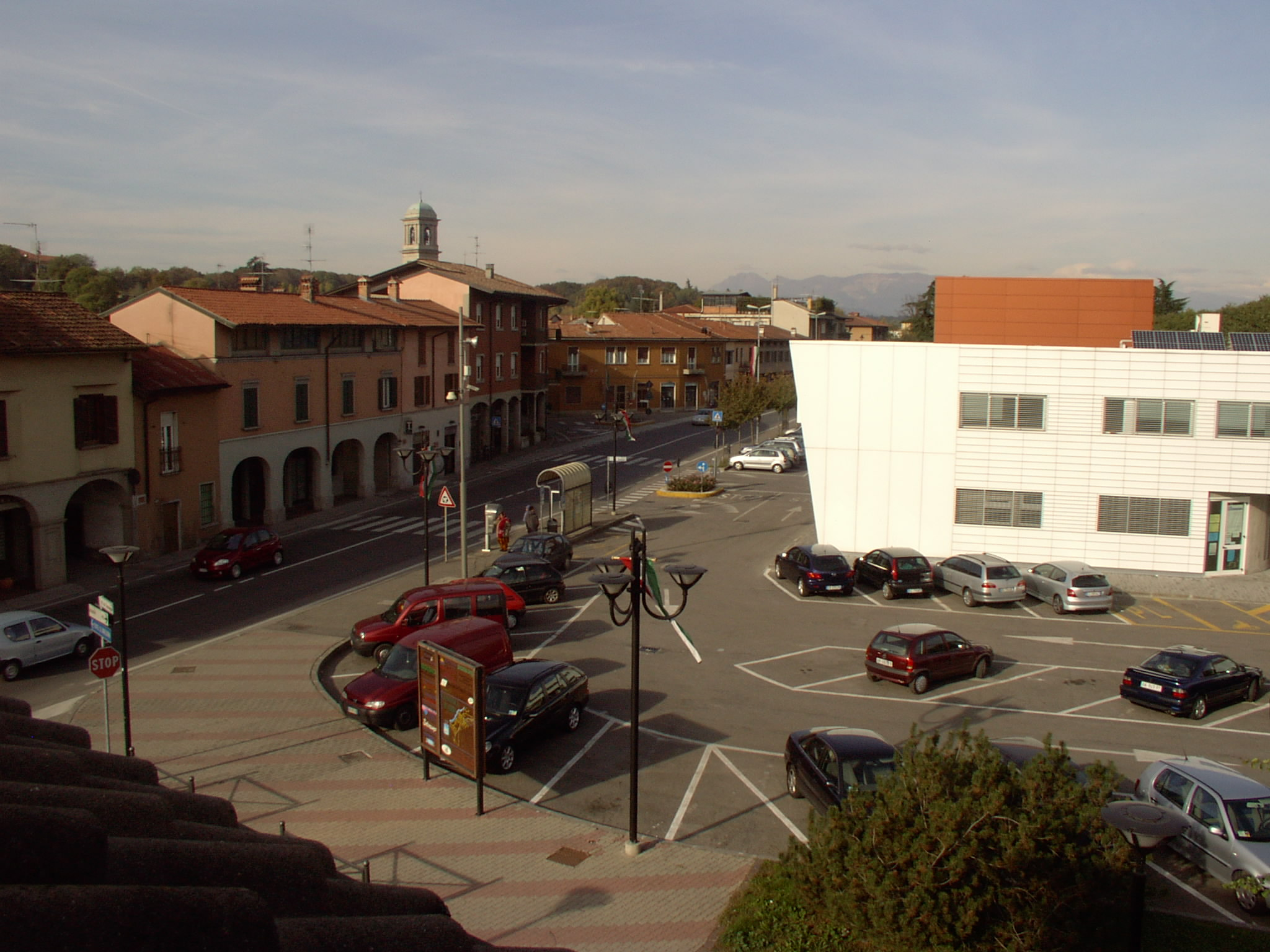
Piazza del comune a Canonica d'Adda

#### Villa Pagnoni
Villa Pagnoni fu edificata in epoca rinascimentale e ristrutturata tra il XIX ed il XX secolo, è dotata di una pianta ad U con affreschi sia sulle pareti interne che su quelle esterne e di un giardino rigoglioso.

#### Ponte ad arco

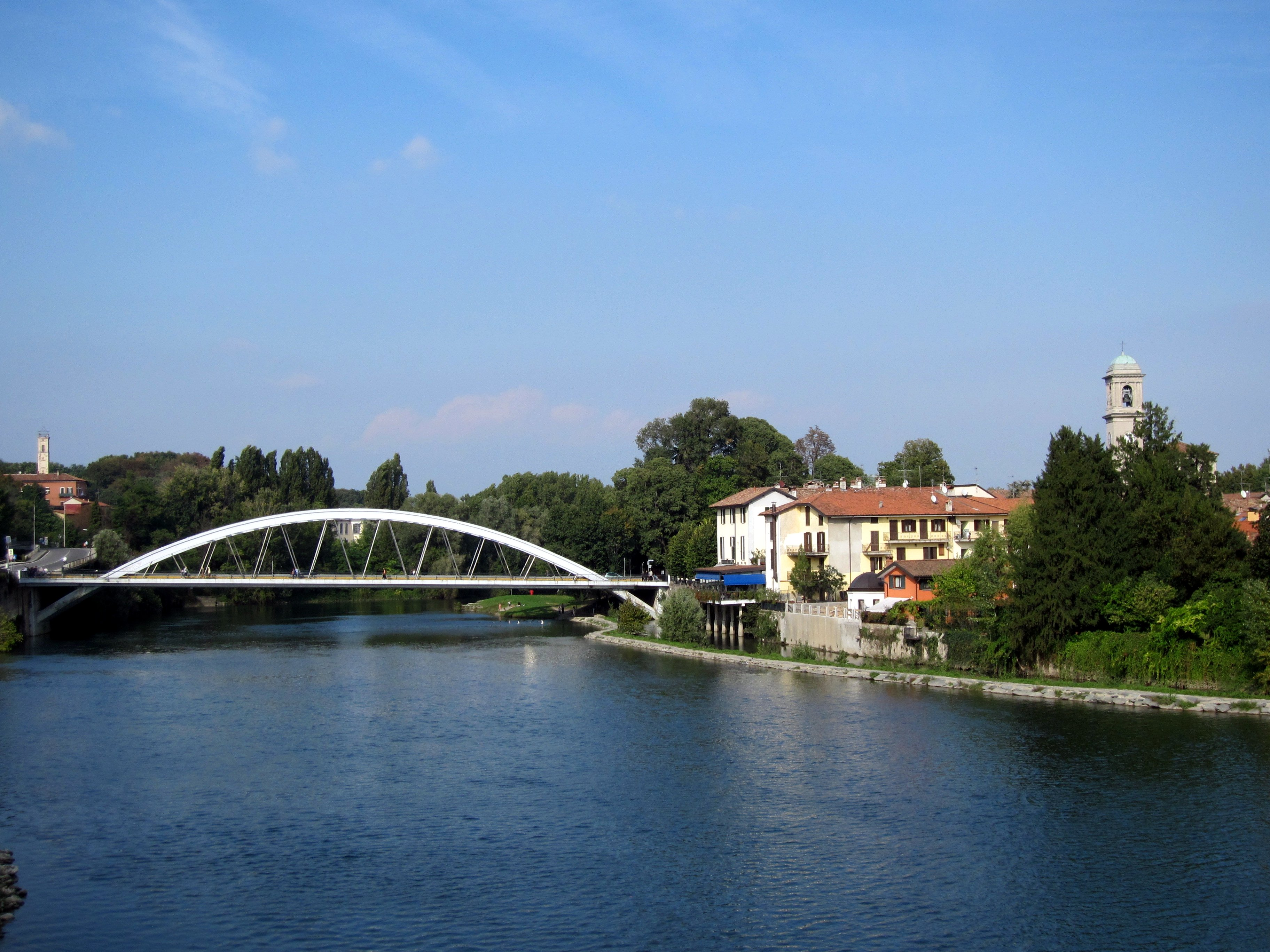
Ponte ad arco

Canonica è collegata con Vaprio d'Adda da un ponte ad arco a via intermedia, costruito tra il 1956 e il 1957, lungo 95 m.

## Società

### Evoluzione demografica
- 917 nel 1805
- annessione a Pontirolo nel 1809
- 930 nel 1816
- 1 283 nel 1853
- 1 346 nel 1859

Abitanti censiti